# Quarante Hadiths de Ruhollah Khomeini

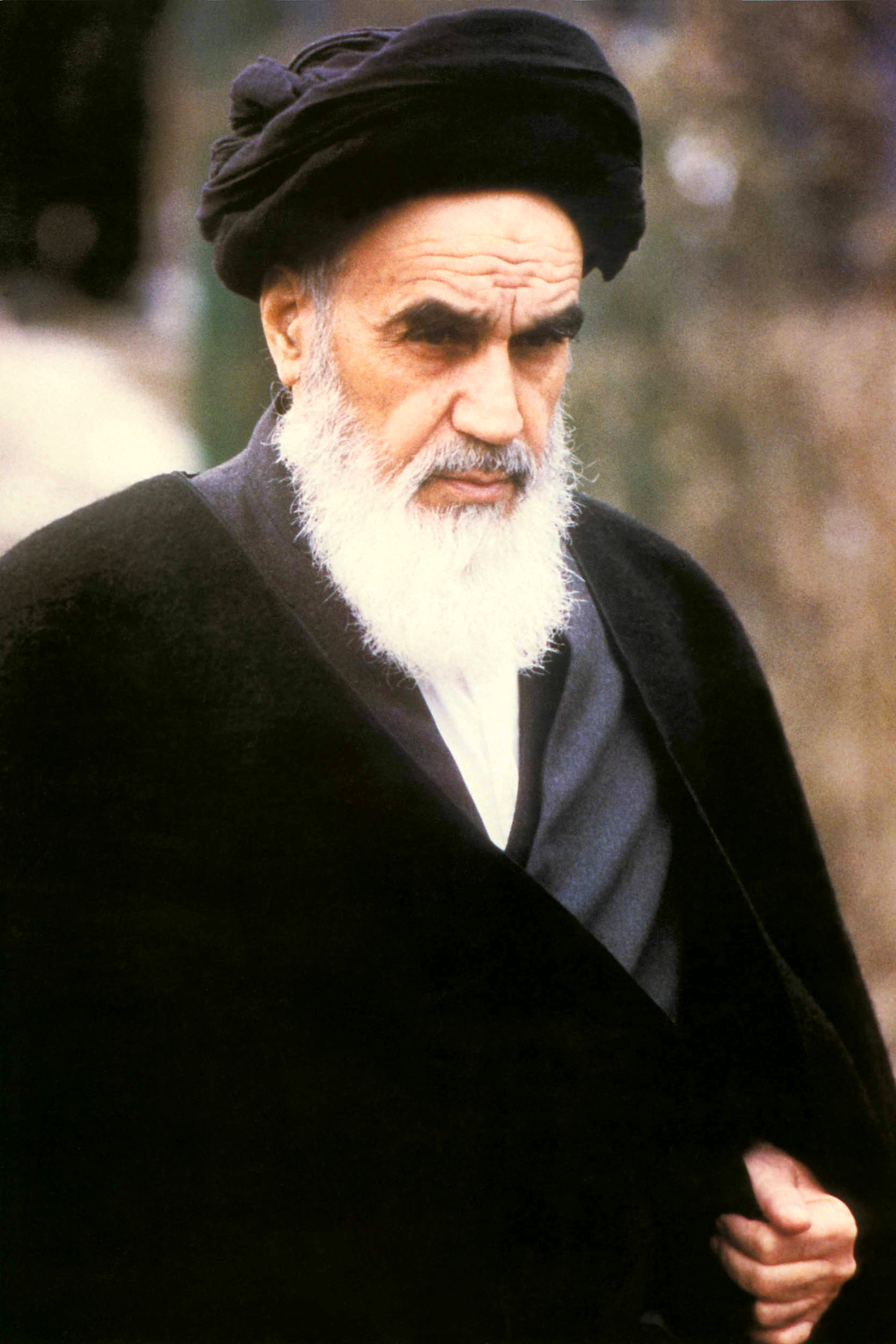
Seyyed Ruhollah Khomeini, auteur de "Quarante Hadith"

 (juillet 2025).
Le contenu est difficilement compréhensible vu les erreurs de traduction, qui sont peut-être dues à l'utilisation d'un logiciel de traduction automatique.
Quarante Hadith (en arabe : الأربعون حديثًا ' Les quarante traditions ') est un livre de 1940 écrit par Ruhollah Khomeini, fondateur de la République islamique d'Iran. Il décrit ses interprétations personnelles de quarante traditions attribuées à Mahomet, le prophète de l'islam et aux douze imams.  
Le livre était à l'origine une brochure que Khomeiny avait l'habitude d'enseigner à ses élèves de l'école Feyziyeh du séminaire de Qom.
Khomeiny a terminé sa collection en 1939, et elle a été publiée pour la première fois en 1940.  Il cite le texte arabe de chaque hadith du livre avec sa traduction en persan et discute de ses différents thèmes,.

## Thèmes
Trente-trois des hadiths sélectionnés par Khomeiny se rapportent à l'éthique islamique, y compris les actes qui récompensent ou punissent. Les sept autres se concentrent sur les croyances et les concepts liés à la théologie des Twelvers. Parmi les thèmes identifiés par Khomeini sont l'Ostentation, la fierté; Envie; Colère; Hypocrisie; Désir et espoir; les sortes de cœurs; Walayah (tutelle) ; L'amour du monde,.

## Traductions
En 2009, le livre a été traduit en français avec l'aide du Centre culturel iranien à Paris et la traduction a été publiée par l'Institut de compilation et de publication des œuvres de l'ayatollah Khomeiny. Quatre ans plus tard, le livre a été traduit en kurde par Ali Husseini et publié par l'attaché culturel de la République islamique d'Iran en Turquie. Il a également été traduit en anglais et en ourdou.  

## Voir également
- Tahrir al-Wasilah
- Kashf al-Asrar
- Commentaire de la prière de l’aube
- Islam
- Mahomet
- Rouhollah Khomeini